# 박명수가 만난 CEO
5人5色SHOW 《박명수가 만난 CEO》는 대한민국의 OBS에서 방송하였던 예능 프로그램이다. '국내 최초 CEO 토크 버라이어티'를 표방한 이 프로그램은 사업적, 사회적으로 성공을 거둔 유명 CEO를 초청해 3인의 MC와 함께 CEO가 걸어온 길, 경영마인드, 성공에 대한 이야기를 나누는 프로그램이다.
OBS의 개국과 동시에 5人5色SHOW중 처음으로 방송됐다. 주로 중소기업의 CEO가 많이 출연하였다. 또, 국내 예능 프로그램으로 최초로 개성공업지구를 방문해 개성공업지구에 입주한 국내 중소기업 CEO를 만나기도 했다.
2008년 6월 9일, 스페셜 편을 마지막으로 종영했다.

## 출연자

### 진행
- 박명수, 박나림 (아나운서), 김태현

### 출연 CEO
- 박경림 뉴욕스토리 - 박경림 대표
- 스투피찰스 - 찰스 대표
- 하림 - 김홍국 회장
- 이노디자인 - 김영세 대표
- 필룩스 - 노시청 회장
- 낙원떡집 - 이광순 대표
- 박술녀 한복 - 박술녀 대표
- 국순당 - 배중호 대표
- 개성공단 입주 CEO분들
- 유한양행 - 차중근 대표
- 트렉스타 - 권동칠 대표
- 알파색채 - 남궁요숙 대표
- 아침고요수목원 - 한상경, 이영자 대표
- 박준뷰티랩 - 박준 대표
- 제너시스 - 윤홍근 회장
- 우리들그룹 - 김수경 회장
- 심로악기 - 김원정 대표
- 수이스타 - 박윤수 대표

## 관련 기사
1. ↑  '방북' 박명수 "미국보다 가기 힘든곳 찾게돼 감회 새롭다", 머니투데이 스타뉴스의 2008년 2월 20일자 기사

## 같이 보기
- OBS 경인TV
- 최진실의 진실과 구라